# Закиров, Жигер Адильбекович
Жигер Адильбекович Закиров (каз. Жігер Зәкіров, р.10 ноября 1990) — казахстанский борец вольного стиля, призёр чемпионатов Азии.

## Биография
Родился в 1990 году. В 2015 году выиграл Кубок президента Казахстана. В 2016 году стал серебряным призёром чемпионата Азии. В 2017 году завоевал бронзовую медаль Азиатских игр по боевым искусствам и состязаниям в помещениях.